# Richard Rush (cineasta)

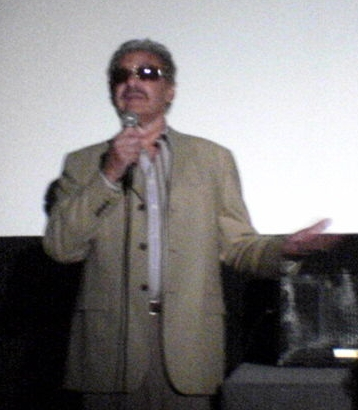
Foto do diretor Richard Rush.

Richard Rush (Nova York, 15 de abril de 1929 - Los Angeles, 8 de abril de 2021) foi um diretor de cinema, roteirista e produtor estadunidense. Em 1981, foi indicado ao Óscar de melhor roteiro e direção pelo filme The Stunt Man (filme este, indicado em 3 categorias).
Estudou cinema na University of California, Los Angeles e após formado, criou videos institucionais para o Exército dos Estados Unidos. Com a experiência dos filmes para o exército, fundou uma produtora para realizar filmes publicitários. Aos 30 anos de idade, vendeu a produtora para financiar seu primeiro longa-metragem: Too Soon to Love; filme produzido com US$ 50.000,00 e distribuído pela Universal Pictures. Com "Too Soon to Love", Richard Rush lança um novo movimento cinematográfico: a Nova Hollywood, já que muitos críticos e estudiosas consideram este filme, o primeiro desta nova concepção.
Com pouco mais de uma dezena de filmes realizados, seu último longa como diretor foi Color of Night, em 1994. Em 2000, relançou "The Stunt Man" em DVD com trechos cortados do original. Em 2001, afastou-se da industria cinematográfica.
Morreu em 8 de abril de 2021, em Los Angeles, aos 91 anos. 